# Лук Шуберта
Лук Шуберта (лат. Allium schubertii) — многолетнее травянистое растение, вид рода Лук (Allium) семейства Луковые (Alliaceae).

## Распространение и экология
В природе ареал вида охватывает Западную Азию.
Произрастает на песках и щебнистых склонах нижнего пояса гор.

## Ботаническое описание
Луковица шаровидная, диаметром 2—3 см; оболочки черноватые, бумагообразные. Стебель высотой 10—30 см.
Листья шириной 2—3 см, линейно-ланцетные, сизые, по краю шероховатые, немного длиннее стебля.
Чехол много короче зонтика. Зонтик шаровидный, реже полушаровидный, многоцветковый, очень рыхлый. Цветоножки обычно неравные, плодущие длиной 1—10 см, бесплодные 2—20 см, без прицветников. Листочки звёздчатого околоцветника беловатые или розоватые, с зелёной или грязно-пурпурной жилкой, линейно-ланцетные или ланцетные, тупые или туповатые, длиной 4—8 мм. Нити тычинок в бесплодных цветах в полтора-два раза короче листочков околоцветника, в плодущих равны им или в половину короче, при основании между собой и с околоцветником сросшиеся, шиловидные. Завязь почти сидячая.
Коробочка длиной около 4 мм.

## Таксономия
Вид Лук Шуберта входит в род Лук (Allium) семейства Луковые (Alliaceae) порядка Спаржецветные (Asparagales).
|  |                                      |  |                                                             |                                                             |                   |  | ещё 24 семейства (согласно Системе APG II) | ещё 24 семейства (согласно Системе APG II) |                     |  |  |  | ещё более 870 видов |
|  |                                      |  |                                                             |                                                             |                   |  | ещё 24 семейства (согласно Системе APG II) | ещё 24 семейства (согласно Системе APG II) |                     |  |  |  | ещё более 870 видов |
|  |                                      |  |                                                             | порядок Спаржецветные                                       |                   |  |                                            |                                            | род Лук             |  |  |  |                     |
|  |                                      |  |                                                             | порядок Спаржецветные                                       |                   |  |                                            |                                            | род Лук             |  |  |  |                     |
|  | отдел Цветковые, или Покрытосеменные |  |                                                             |                                                             | семейство Луковые |  |                                            |                                            | вид Лук Шуберта     |  |  |  |                     |
|  | отдел Цветковые, или Покрытосеменные |  |                                                             |                                                             | семейство Луковые |  |                                            |                                            |                     |  |  |  |                     |
|  |                                      |  | ещё 44 порядка цветковых растений (согласно Системе APG II) | ещё 44 порядка цветковых растений (согласно Системе APG II) |                   |  |                                            | ещё около 300 родов                        | ещё около 300 родов |  |  |  |                     |
|  |                                      |  |                                                             | ещё 44 порядка цветковых растений (согласно Системе APG II) |                   |  |                                            |                                            | ещё около 300 родов |  |  |  |                     |